# Решетникова (Ісетський район)
Реше́тникова (рос. Решетникова) — присілок у складі Ісетського району Тюменської області, Росія.
Населення — 120 осіб (2010, 125 у 2002).
Національний склад станом на 2002 рік:
- росіяни — 97 %